# ヴィラミー・シケリム
ヴィラミー・シケリム（Willamy Chiquerim、1987年7月28日 - ）は、ブラジルの男性総合格闘家。セアラー州フォルタレザ出身。ノヴァウニオン所属。元修斗世界ライト級王者。
日本での試合時には当初ヴィリアミー・チケリムとも表記されていたが、ヴィラミー・シケリムに変更された。

## 来歴
2009年5月10日、修斗伝承 ROAD TO 20th ANNIVERSARY FINALで遠藤雄介と対戦し、フロントスリーパーホールドで1R一本勝ち。
2009年10月30日、VALE TUDO JAPAN 09の修斗世界ウェルター級（-70kg）王座決定戦で冨樫健一郎と対戦。鼻骨骨折の疑いによるドクターストップでTKO勝ちを収め王座獲得に成功した。
2010年5月30日、修斗世界ウェルター級王座防衛戦で遠藤雄介と対戦し、判定勝ちを収め初防衛に成功するも、UFC参戦を目指すために王座を返上した。
2010年8月1日、UFC Live: Jones vs. Matyushenkoでチアゴ・タバレスと対戦予定であったが、膝を負傷し欠場した。
2011年1月22日、UFC初参戦となったUFC: Fight for the Troops 2でウェイロン・ロウと対戦し、0-3の判定負け。この1敗でUFCからリリースされた。
2011年7月16日、DREAM JAPAN GP FINALで川尻達也と対戦予定であったが負傷により欠場した。
2011年9月24日　DREAM初参戦となったDREAM.17で北岡悟と対戦し、イエローカードの提示などもあり1-2の判定負けを喫した。

## 戦績
| 総合格闘技 戦績 | 総合格闘技 戦績 | 総合格闘技 戦績 | 総合格闘技 戦績 | 総合格闘技 戦績 | 総合格闘技 戦績 | 総合格闘技 戦績 |
| --------------- | --------------- | --------------- | --------------- | --------------- | --------------- | --------------- |
| 32 試合         | (T)KO           | 一本            | 判定            | その他          | 引き分け        | 無効試合        |
| 26 勝           | 8               | 10              | 7               | 1               | 0               | 0               |
| 6 敗            | 1               | 2               | 3               | 0               | 0               | 0               |

| 勝敗 | 対戦相手                                     | 試合結果                           | 大会名                                                                                               | 開催年月日     |
| ○    | パウロ・ダンタス                             | 1R 反則（虚偽の金的アピール）      | Brazilian King Fighter 3                                                                             | 2013年11月7日  |
| ×    | ジョアン・ルイス・ノゲイラ                   | 2R 0:27 TKO（パンチ連打）          | Ox MMA                                                                                               | 2013年8月8日   |
| ○    | ゾジマール・ジ・オリベイラ・シウバ・ジュニア | 2R 1:45 ギロチンチョーク           | Brazilian King Fighter                                                                               | 2012年5月17日  |
| ×    | 北岡悟                                       | 5分3R終了 判定1-2                  | DREAM.17                                                                                             | 2011年9月24日  |
| ×    | ウェイロン・ロウ                             | 5分3R終了 判定0-3                  | UFC: Fight for the Troops 2                                                                          | 2011年1月22日  |
| ○    | 遠藤雄介                                     | 5分3R終了 判定2-1                  | 修斗 The Way of SHOOTO 03 〜Like a Tiger, Like a Dragon〜 【修斗世界ウェルター級チャンピオンシップ】 | 2010年5月30日  |
| ○    | ミカエル・ラーデスマキ                       | 5分3R終了 判定3-0                  | Shooto Brazil 15                                                                                     | 2010年3月19日  |
| ○    | 冨樫健一郎                                   | 1R 2:05 TKO（ドクターストップ）    | VALE TUDO JAPAN 09 【修斗世界ウェルター級王座決定戦】                                                | 2009年10月30日 |
| ○    | フィンセント・ラトゥール                     | 2R 2:59 フロントスリーパーホールド | Shooto Brazil 13                                                                                     | 2009年8月27日  |
| ○    | 遠藤雄介                                     | 1R 5:00 フロントスリーパーホールド | "修斗伝承 ROAD TO 20th ANNIVERSARY FINAL"                                                            | 2009年5月10日  |
| ○    | ランディ・ステイケ                           | 1R 3:18 スリーパーホールド         | Shooto Brazil 9                                                                                      | 2008年11月29日 |
| ○    | マテウス・マチャド                           | 1R 1:25 フロントスリーパーホールド | Shooto Brazil 8                                                                                      | 2008年8月30日  |
| ○    | ジョヴァニ・ジニス                           | 2R 4:50 KO（パンチ）               | Shooto Brazil 6 【修斗南米大陸ウェルター級王座決定戦】                                               | 2008年4月19日  |
| ○    | アリ・クラウピナ                             | 1R 肩固め                          | Kabra Fight Nordeste                                                                                 | 2008年3月13日  |
| ○    | クラウディエーリ・フレイタス                 | 5分3R終了 判定3-0                  | Shooto Brazil 5                                                                                      | 2008年1月26日  |
| ○    | ダニエウ・シウヴェイラ                       | 1R TKO（パンチ連打）               | Combat 2                                                                                             | 2007年11月24日 |
| ○    | パトリッキー・フレイレ                       | 3R 1:45 負傷判定2-0                | Rino's FC 4                                                                                          | 2007年9月27日  |
| ×    | ハクラン・ディアス                           | 5分3R終了 判定0-3                  | Shooto Brazil 3: The Evolution                                                                       | 2007年7月7日   |
| ○    | パウロ・ダンタス                             | 3R 2:44 チョークスリーパー         | Ceara Vale Tudo Meeting                                                                              | 2007年4月18日  |
| ○    | アニスタヴィオ・ガスパルジーニョ             | 1R TKO（棄権）                     | Rino's FC 3                                                                                          | 2007年2月7日   |
| ○    | ハファエル・バストス                         | 1R ノースサウスチョーク            | Predador FC 4: Kamae                                                                                 | 2007年1月25日  |
| ○    | フェリペ・シャーデ                           | 5分3R終了 判定0-3                  | UCS: Fighting Day 3                                                                                  | 2006年12月2日  |
| ×    | ジョアン・ルイス・ノゲイラ                   | 1R 4:50 ギロチンチョーク           | Tridenium Combat                                                                                     | 2006年4月6日   |
| ○    | ジョアン・ルイス・ノゲイラ                   | 5分3R終了 判定3-0                  | Bad Boy Championship                                                                                 | 2005年12月8日  |
| ○    | エリヴァン・シウバ                           | 2R 2:58 ギブアップ（パンチ連打）   | MZI Fight                                                                                            | 2005年11月22日 |
| ×    | エルマンPQD                                  | 3R 2:25 チョークスリーパー         | Mossoro Fight                                                                                        | 2005年8月26日  |
| ○    | カルロス・ハイデ                             | TKO（パンチ連打）                  | Ceara Open Vale Tudo 2                                                                               | 2005年3月10日  |
| ○    | ダヴィド・オリヴェイラ                       | 2R TKO（パンチ連打）               | Champions Fight                                                                                      | 2003年10月25日 |
| ○    | セーザル・ダ・コスタ・アレンカール           | 5分2R終了 判定2-1                  | Quixada Open Vale Tudo: Grand Prix                                                                   | 2002年11月23日 |
| ○    | グラウベル・ド・サントス・シウヴェイラ       | 2R TKO（ドクターストップ）         | Quixada Open Vale Tudo: Grand Prix                                                                   | 2002年11月23日 |
| ○    | フランシスコ・ディエゴ                       | 1R KO（膝蹴り→パンチ連打）         | Quixada Open Vale Tudo: Grand Prix                                                                   | 2002年11月23日 |
| ○    | ジェシアス・カバウカンチ・クリスピム         | 3R リアネイキドチョーク            | Quixada Open Vale Tudo: Grand Prix                                                                   | 2002年11月23日 |

## 獲得タイトル
- 初代修斗南米大陸ウェルター級王座（2008年）
- 第10代修斗世界ウェルター級王座（2009年）